# Ukrainian National H-index Ranking
Ukráinian Nátional H-índex Ránking  — національний рейтинг наукових організацій України на основі консолідованого показника індексу Гірша (h-index),,. Рейтинг є регіональним різновидом National H-index Ranking.

## Опис
3 квітня 2023 р. команда розробників National H-index Ranking анонсувала створення національного рейтингу наукової продуктивності українських організацій — Ukrainian National H-index Ranking,. Він оцінює наукову продуктивність в межах країни на основі показників індексу Гірша. Для розрахунку показників беруться до уваги відомості наукометричних баз даних Scopus, Web of Science та Google Scholar,.
Рейтинг оцінює не лише університети чи наукові організації, але і будь-які установи, що займаються проведенням досліджень та мають афілійований профіль у наукометричних базах даних. National H-index Ranking можна розглядати як один з найбільших рейтингів академічного світу, поряд з Академічним рейтингом університетів світу, Times Higher Education World University Rankings і QS World University Rankings. Ukrainian National H-index Ranking не порівнює наукові організації різних країн між собою, а оцінює позиції установ в рамках національного контексту., , .

## Методологія
В основі методології Ukrainian National H-index Ranking лежить метрика індексу Гірша як одного із найбільш стабільних, відомих та об'єктивних показників наукометричного світу. Для розрахунку рейтингових показників враховується:
- H-index Scopus — показник індексу Гірша організації за даними Scopus.
- H-index Web of Science — індикатор, що розраховується на основі даних індексу Гірша організації в Web of Science.
- H-index Google Scholar — показник індексу Гірша на основі даних платформи Google Scholar, поділений на два. Такий підхід покликаний усунути дублювання чи неточності, що притаманні Google Академії.

На основі цих трьох індикаторів визначається консолідований показник індексу Гірша — National H-index. За його показниками визначається позиція наукових організацій країни в рейтингу.
В Ukrainian National H-index Ranking включено усі науково-дослідні організації України. Їх розподілено за категоріями:
- ЛІДЕРИ З НАУКОВОГО ПОТЕНЦІАЛУ — 10 % найбільш продуктивних організацій всередині країни.
- ВИСОКИЙ НАУКОВИЙ ПОТЕНЦІАЛ — 30 % впливових та продуктивних організацій в рамках країни.
- УЧАСНИКИ РЕЙТИНГУ — усі інші організації, що ввійшли до рейтингового списку, переважно це молоді або невеликі установи.

Окрім ранжування наукових організацій, Ukrainian National H-index Ranking виокремлює рейтинг найбільш продуктивних вчених країни за їх показниками індексу Гірша в Scopus та Google Scholar. Також в профілях наукових організацій Ukrainian National H-index Ranking визначається 1000 найкращих вчених в межах організації, за показниками індексу Гірша в Scopus та Google Scholar.

## Різновиди
Ukrainian National H-index Ranking має декілька різновидів ранжованих списків, окрім загального:
- ТОП 1000 науковців у Scopus — рейтинг 1000 найкращих вчених за рівнем продуктивності (h-index) в Scopus.
- ТОП 1000 науковців у Google Scholar — позиції 1000 найкращих вчених країни за показниками індексу Гірша в Google Scholar.
- Рейтинг організацій у Scopus — ранжований список організацій за показниками індексу Гірша у Scopus.
- Рейтинг організацій у Web of Science — позиції наукових організацій країни за показниками індексу Гірша в Web of Science.
- Рейтинг організацій в Google Scholar — ранжування організацій за сумарним показником індексу Гірша в Google Scholar.
- Рейтинг навчальних закладів — рейтинг наукової продуктивності та публікаційної активності навчальних закладів. Анонсований був в результаті оновлення за 4 квартал 2023 року.

## Покриття
National H-index Ranking як рейтинг наукової продуктивності має на меті покрити всі країни світу, однак зважаючи на складність розрахунків ранжованих списків, укладачі анонсували запуск:
- Ukrainian National H-index Ranking.
- Kazakh National H-index Ranking[13].
- Kyrgyz National H-index Ranking[14].
- Albanian National H-index Ranking[15].
- Kosovo National H-index Ranking[16].
- Azerbaijan National H-index Ranking[17].

## Показники Ukrainian National H-index Ranking за четвертий квартал 2023
Показники Ukrainian National H-index Ranking оновлюються двічі на рік: у травні та листопаді, що забезпечує максимальне врахування дослідницьких цілей вчених.
Загалом було проаналізовано дослідницьку діяльність 442 наукових організацій України:
- 50 з них отримали статус «ЛІДЕРИ З НАУКОВОГО ПОТЕНЦІАЛУ»[18],[19],[20],[21],[22],[23],[24].
- 100 здобули звання «ВИСОКИЙ НАУКОВИЙ ПОТЕНЦІАЛ»[25],[26],[27],[28],[29],[30],[31],[32],[33],[34],[35],[36],[37],[38],[39],[40].
- Інші організації потрапили в категорію «УЧАСНИКИ РЕЙТИНГУ»[41].

### Позиції українських наукових організацій
| Організація | Позиція | National H-index | H-index (Scopus) | H-index (WoS) | H-index (Google Scholar) |
| --- | ------- | ---------------- | ---------------- | ------------- | ------------------------ |
| Національна академія наук України                                                                                        | 1       | 202              | 292              | 255           | 120                      |
| Інститут теоретичної фізики імені М. М. Боголюбова НАН України                                                           | 2       | 119              | 134              | 126           | 193                      |
| Національний науковий центр Харківський фізико-технічний інститут                                                        | 3       | 115              | 154              | 140           | 102                      |
| Київський національний університет імені Тараса Шевченка                                                                 | 4       | 108              | 123              | 118           | 168                      |
| Інститут ядерних досліджень НАН України                                                                                  | 5       | 93               | 115              | 104           | 122                      |
| Національна академія медичних наук України                                                                               | 6       | 91               | 124              | 127           | 42                       |
| Міністерство освіти і науки України                                                                                      | 7       | 88               | 77               | 181           | 11                       |
| Інститут фізики НАН України                                                                                              | 8       | 86               | 96               | 97            | 132                      |
| Харківський національний університет імені В. Н. Каразіна                                                                | 9       | 81               | 88               | 84            | 141                      |
| Інститут фізіології ім. Богомольця                                                                                       | 10      | 78               | 84               | 86            | 126                      |
| Львівський національний університет імені Івана Франка                                                                   | 11      | 74               | 77               | 72            | 143                      |
| Інститут молекулярної біології і генетики НАН України                                                                    | 12      | 73               | 85               | 81            | 108                      |
| Фізико-технічний інститут низьких температур ім. Б. Вєркіна НАН України                                                  | 13      | 71               | 75               | 85            | 103                      |
| Національний технічний університет України «Київський політехнічний інститут імені Ігоря Сікорського»                    | 14      | 70               | 72               | 64            | 148                      |
| Головна астрономічна обсерваторія НАН України                                                                            | 15      | 69               | 85               | 83            | 80                       |
| Інститут біоорганічної хімії та нафтохімії імені В. П. Кухаря                                                            | 16      | 66               | 84               | 75            | 78                       |
| Одеський національний університет імені І. І. Мечникова                                                                  | 17      | 65               | 74               | 76            | 87                       |
| Інститут фізики напівпровідників ім. В. Є. Лашкарьова                                                                    | 18      | 64               | 79               | 73            | 78                       |
| Інститут сцинтиляційних матеріалів НАН України                                                                           | 19      | 64               | 84               | 74            | 66                       |
| Львівський національний медичний університет імені Данила Галицького                                                     | 20      | 63               | 65               | 63            | 121                      |
| Львівський політехнічний національний університет                                                                        | 21      | 62               | 64               | 60            | 122                      |
| Інститут математики НАН України                                                                                          | 22      | 62               | 63               | 61            | 122                      |
| Національний технічний університет Харківський політехнічний інститут                                                    | 23      | 62               | 58               | 52            | 149                      |
| Інститут біохімії імені О. В. Палладіна НАН України                                                                      | 24      | 61               | 68               | 69            | 91                       |
| Сумський державний університет                                                                                           | 25      | 60               | 67               | 62            | 104                      |
| Чернівецький національний університет імені Юрія Федьковича                                                              | 26      | 60               | 69               | 63            | 97                       |
| Донецький фізико-технічний інститут імені О. О. Галкіна НАН України                                                      | 27      | 59               | 68               | 70            | 75                       |
| Інститут геронтології ім.Д.Ф.Чеботарьова                                                                                 | 28      | 58               | 72               | 68            | 66                       |
| Інститут металофізики імені Г. В. Курдюмова НАН України                                                                  | 29      | 58               | 78               | 42            | 105                      |
| Інститут кібернетики імені В. М. Глушкова НАН України                                                                    | 30      | 57               | 35               | 102           | 96                       |
| Інститут хімії поверхні ім. О.О. Чуйка НАН України                                                                       | 31      | 56               | 66               | 66            | 72                       |
| Прикарпатський національний університет імені Василя Стефаника                                                           | 32      | 56               | 62               | 58            | 94                       |
| Дніпровський державний медичний університет                                                                              | 33      | 55               | 56               | 68            | 79                       |
| Інститут ботаніки імені М. Г. Холодного НАН України                                                                      | 34      | 54               | 53               | 50            | 120                      |
| Інститут органічної хімії НАН України                                                                                    | 35      | 54               | 62               | 65            | 70                       |
| Інститут біоколоїдної хімії ім. Ф. Д. Овчаренка                                                                          | 36      | 54               | 71               | 62            | 56                       |
| Інститут проблем матеріалознавства ім.І.М.Францевича                                                                     | 37      | 54               | 90               | 16            | 109                      |
| Інститут радіофізики та електроніки О. Я. Усікова НАН України                                                            | 38      | 53               | 65               | 59            | 71                       |
| Інститут магнетизму НАН України та МОН України                                                                           | 39      | 52               | 66               | 65            | 49                       |
| Національний медичний університет імені Богомольця                                                                       | 40      | 52               | 53               | 50            | 105                      |
| Національний університет охорони здоров'я України імені П.Л.Шупика                                                       | 41      | 51               | 49               | 43            | 122                      |
| Ужгородський національний університет                                                                                    | 42      | 51               | 49               | 48            | 111                      |
| Інститут фізики конденсованих систем НАН України                                                                         | 43      | 51               | 59               | 55            | 75                       |
| Інститут колоїдної хімії та хімії води імені А. В. Думанського НАН України                                               | 44      | 49               | 58               | 56            | 68                       |
| Інститут радіоастрономії НАН України                                                                                     | 45      | 49               | 58               | 57            | 65                       |
| Київський національний економічний університет імені Вадима Гетьмана                                                     | 46      | 49               | 23               | 18            | 209                      |
| Національний університет «Києво-Могилянська академія»                                                                    | 47      | 49               | 40               | 36            | 139                      |
| Дніпровський національний університет імені Олеся Гончара                                                                | 48      | 47               | 53               | 49            | 78                       |
| Національний університет біоресурсів і природокористування України                                                       | 49      | 47               | 44               | 35            | 121                      |
| Національний науковий центр «Інститут кардіології, клінічної та регенеративної медицини імені академіка М. Д. Стражеска» | 50      | 45               | 48               | 58            | 60                       |

### Українські вчені за показниками Scopus h-index
| Позиція | Організація                                                        | ПІБ                      | H-index |
| ------- | ------------------------------------------------------------------ | ------------------------ | ------- |
| 1.      | Інститут сцинтиляційних матеріалів НАН України                     | Grynyov B.               | 114     |
| 2.      | Національний науковий центр Харківський фізико-технічний інститут  | Levchuk Leonid G.        | 111     |
| 3.      | Національний науковий центр Харківський фізико-технічний інститут  | Graziani Giacomo         | 101     |
| 4.      | Національний науковий центр Харківський фізико-технічний інститут  | Dovbnya Anatoliy N.      | 93      |
| 5.      | Національний науковий центр Харківський фізико-технічний інститут  | Kandybey S. S.           | 91      |
| 6.      | Інститут ядерних досліджень НАН України                            | Pugatch V. M.            | 91      |
| 7.      | Інститут теоретичної фізики ім. Боголюбова НАН України             | Zinovjev Gennady M.      | 90      |
| 8.      | Національний науковий центр Харківський фізико-технічний інститут  | Sorokin Pavel V.         | 89      |
| 9.      | Національний науковий центр Харківський фізико-технічний інститут  | Ranyuk Yu                | 87      |
| 10.     | Інститут ядерних досліджень НАН України                            | Okhrimenko O. Y.         | 79      |
| 11.     | Інститут теоретичної фізики ім. Боголюбова НАН України             | Alkin Anton              | 77      |
| 12.     | Львівський національний університет імені Івана Франка             | Kulinich Yurii P.        | 74      |
| 13.     | Інститут теоретичної фізики ім. Боголюбова НАН України             | Trubnikov Victor         | 74      |
| 14.     | Інститут теоретичної фізики ім. Боголюбова НАН України             | Martynov Evgenij S.      | 74      |
| 15.     | Інститут теоретичної фізики ім. Боголюбова НАН України             | Zynovyev Mykhaylo        | 68      |
| 16.     | Інститут ядерних досліджень НАН України                            | Iakovenko V. M.          | 64      |
| 17.     | Дніпровський державний медичний університет                        | Bondarenko Igor N.       | 63      |
| 18.     | Інститут ядерних досліджень НАН України                            | Tretyak Vl I.            | 59      |
| 19.     | Інститут фізики НАН України                                        | Morozovska Anna N.       | 57      |
| 20.     | Інститут біоколоїдної хімії ім. Ф. Д. Овчаренка                    | Lebovka Nikolaï I.       | 57      |
| 21.     | Інститут біохімії ім. О. В. Палладіна НАН України                  | Alexander P. Demchenko   | 55      |
| 22.     | Інститут ядерних досліджень НАН України                            | Kobychev Vladislav V.    | 56      |
| 23.     | Національний науковий центр Харківський фізико-технічний інститут  | Levchuk L.               | 56      |
| 24.     | Інститут ядерних досліджень НАН України                            | Koliiev S.               | 54      |
| 25.     | Чернівецький національний університет імені Юрія Федьковича        | Angelsky Oleg V.         | 54      |
| 26.     | Інститут молекулярної біології і генетики НАН України              | Gout Ivan Tarasovych     | 53      |
| 27.     | Інститут теоретичної фізики ім. Боголюбова НАН України             | Izotov Yuri I.           | 53      |
| 28.     | Інститут теоретичної фізики ім. Боголюбова НАН України             | Ivanytskyi Aleksei I.    | 53      |
| 29.     | Інститут теоретичної фізики ім. Боголюбова НАН України             | Yurchenko V.             | 52      |
| 30.     | Харківський національний університет імені В. Н. Каразіна          | Vovk Ruslan V.           | 49      |
| 31.     | Харківський національний університет імені В. Н. Каразіна          | Gun’ko Volodymyr M.      | 47      |
| 32.     | Сумський державний університет                                     | Pogrebnjak Alexander D.  | 47      |
| 33.     | Черкаський національний університет імені Богдана Хмельницького    | Minaev Boris Filippovich | 47      |
| 34.     | Національний науковий центр Харківський фізико-технічний інститут  | Kotriakhova Sofia N.     | 47      |
| 35.     | Інститут ядерних досліджень НАН України                            | Danevich Fedor A.        | 47      |
| 36.     | Прикарпатський національний університет імені Василя Стефаника     | Lushchak Volodymyr I.    | 46      |
| 37.     | Інститут геронтології ім.Д.Ф.Чеботарьова                           | Nataliya A. Foigt        | 46      |
| 38.     | Інститут фізіології ім.Богомольця                                  | Kostyuk Platon G.        | 45      |
| 39.     | Інститут теоретичної фізики ім. Боголюбова НАН України             | Gorenstein Mark I.       | 45      |
| 40.     | Інститут органічної хімії НАНУ                                     | Yoshida Tsukasa          | 45      |
| 41.     | Інститут монокристалів                                             | Shishkin Oleg V.         | 44      |
| 42.     | Інститут молекулярної біології і генетики НАН України              | El’skaya Anna V.         | 45      |
| 43.     | Харківський національний університет імені В. Н. Каразіна          | Shkuratov Yuriy G.       | 43      |
| 44.     | Інститут молекулярної біології і генетики НАН України              | Hovorun Dmytro M.        | 43      |
| 45.     | Інститут сцинтиляційних матеріалів НАН України                     | Tkachenko Sergii A.      | 43      |
| 46.     | Інститут радіофізики та електроніки О. Я. Усікова НАН України      | Nosich Alexander I.      | 41      |
| 47.     | Інститут фізики НАН України                                        | Soskin Marat Samuil      | 41      |
| 48.     | Інститут біоорганічної хімії та нафтохімії ім. В. П. Кухаря        | Kukhar Valery P.         | 41      |
| 49.     | Національний університет біоресурсів і природокористування України | Salbu B.                 | 41      |
| 50.     | Інститут молекулярної біології і генетики НАН України              | Soldatkin A. P.          | 41      |

### Українські вчені за показниками Google Scholar h-index
| Позиція | Організація                                                                 | ПІБ                                                                                                | H-index |
| ------- | --------------------------------------------------------------------------- | -------------------------------------------------------------------------------------------------- | ------- |
| 1.      | Державний податковий університет                                            | Eduard Yeromenko                                                                                   | 184     |
| 2.      | Інститут сцинтиляційних матеріалів НАН України                              | Борис Гриньов, Borys Grynyov, B. Grinev, B. Grinyov                                                | 181     |
| 3.      | Інститут ядерних досліджень НАН України                                     | V. Pugatch                                                                                         | 140     |
| 4.      | Інститут теоретичної фізики ім. Боголюбова НАН України                      | Gennady Zinovjev                                                                                   | 121     |
| 5.      | Ужгородський національний університет                                       | Elizabeth Nagy (Єлизавета Нодь)                                                                    | 104     |
| 6.      | Інститут теоретичної фізики ім. Боголюбова НАН України                      | Evgenij Martynov                                                                                   | 83      |
| 7.      | Дніпровський державний медичний університет                                 | Igor Bondarenko                                                                                    | 74      |
| 8.      | Інститут ядерних досліджень НАН України                                     | V.I. Tretyak, Volodymyr Tretyak / В.І. Третяк, Володимир Третяк                                    | 70      |
| 9.      | Інститут біохімії ім. О. В. Палладіна НАН України                           | Alexander Demchenko                                                                                | 68      |
| 10.     | Інститут фізики НАН України                                                 | Anna N. Morozovska (a.k.a. Hanna Morozovska, Ганна М. Морозовська)                                 | 67      |
| 11.     | Інститут ядерних досліджень НАН України                                     | Vladislav Kobychev                                                                                 | 66      |
| 12.     | Інститут біоколоїдної хімії ім. Ф. Д. Овчаренка                             | Nikolai Lebovka                                                                                    | 64      |
| 13.     | Національний технічний університет Харківський політехнічний інститут       | Pererva G. Petro \ Петро Григорович Перерва \ Петр Григорьевич Перерва (ORCID:0000-0002-6256-9329) | 63      |
| 14.     | Інститут теоретичної фізики ім. Боголюбова НАН України                      | Yuri Izotov                                                                                        | 63      |
| 15.     | Національний технічний університет "Дніпровська політехніка"                | Валерій Валерійович Ішков, Valerii Ishkov, Ichkov Valéry, Валерий Валериевич Ишков, Валерий Ишков  | 63      |
| 16.     | Інститут проблем матеріалознавства ім.І.М.Францевича                        | Eugene A. Eliseev (A.K.A Evgene Eliseev)                                                           | 62      |
| 17.     | Одеський державний екологічний університет                                  | Alexander V. Glushkov, Александр В. Глушков, О.В. Глушков                                          | 61      |
| 18.     | Національний університет фізичного виховання і спорту України               | Владимир Платонов                                                                                  | 61      |
| 19.     | Інститут теоретичної фізики ім. Боголюбова НАН України                      | Volodymyr Chelnokov                                                                                | 60      |
| 20.     | Уманський національний університет садівництва                              | Віталій Кравченко                                                                                  | 60      |
| 21.     | Чернівецький національний університет імені Юрія Федьковича                 | Angelsky O.V.                                                                                      | 59      |
| 22.     | Прикарпатський національний університет імені Василя Стефаника              | Volodymyr Lushchak                                                                                 | 59      |
| 23.     | Інститут демографії та соціальних досліджень ім. М. В. Птухи НАН України    | Kostyuk Platon                                                                                     | 57      |
| 24.     | Інститут хімії поверхні ім. О.О. Чуйка НАН України                          | Volodymyr M. Gun'ko (Vladimir M. Gun'ko, Vlad M. Gun'ko, V.M. Gun'ko, Володимир Мусійович Гунько)  | 57      |
| 25.     | Університет банківської справи                                              | Міщенко В.І. Мищенко В.И. Mishchenko V.I. Mischenko V.I.                                           | 57      |
| 26.     | Черкаський національний університет імені Богдана Хмельницького             | Boris Minaev                                                                                       | 56      |
| 27.     | Інститут демографії та соціальних досліджень ім. М.В. Птухи НАН України     | Лібанова Елла Марленівна Либанова Элла Марленовна Libanova Ella                                    | 56      |
| 28.     | Національний фармацевтичний університет                                     | А.В. Ткачев (Ткачёв) / A.V. Tkachev / О.В. Ткачов / Tkachov O.V                                    | 55      |
| 29.     | Сумський державний університет                                              | Alexander Pogrebnjak,Oleksandr Pogrebnjak, Alexander Pogrebnyak, Александр Погребняк, Олександр    | 54      |
| 30.     | Інститут теоретичної фізики ім. Боголюбова НАН України                      | Oleksii Ivanytskyi                                                                                 | 54      |
| 31.     | Інститут ендокринології та обміну речовин ім. В. П. Комісаренка АМН України | Tronko Mykola, Николай Тронько                                                                     | 54      |
| 32.     | Інститут ядерних досліджень НАН України                                     | Федір Даневич Fedor Danevich                                                                       | 54      |
| 33.     | Інститут теоретичної фізики ім. Боголюбова НАН України                      | Mark Gorenstein                                                                                    | 53      |
| 34.     | Національний технічний університет "Дніпровська політехніка"                | Козій Євген, Козий Евгений, Kozii Yevhen                                                           | 53      |
| 35.     | Національний науковий центр Харківський фізико-технічний інститут           | Aleksei (Oleksii) Chechkin                                                                         | 52      |
| 36.     | Львівський національний університет імені Івана Франка                      | Iurii Sushch                                                                                       | 52      |
| 37.     | Інститут проблем виховання НАПН України                                     | Іван Бех                                                                                           | 52      |
| 38.     | Київський національний університет імені Тараса Шевченка                    | Науменкова Світлана Валентинівна / Svitlana Naumenkova                                             | 52      |
| 39.     | Національний науковий центр "Інститут аграрної економіки"                   | Саблук Петро Трохимович                                                                            | 52      |
| 40.     | Інститут теоретичної фізики ім. Боголюбова НАН України                      | Boyarsky Alexey                                                                                    | 51      |
| 41.     | Національний університет «Києво-Могилянська академія»                       | Taras Kuzio                                                                                        | 51      |
| 42.     | Національна академія педагогічних наук України                              | Кремень Василь Григорович                                                                          | 51      |
| 43.     | Харківський національний університет імені В. Н. Каразіна                   | Ruslan Vovk                                                                                        | 50      |
| 44.     | Інститут теоретичної фізики ім. Боголюбова НАН України                      | V.P. Gusynin                                                                                       | 50      |
| 45.     | Інститут молекулярної біології і генетики НАН України                       | Alexei Soldatkin                                                                                   | 49      |
| 46.     | Інститут молекулярної біології і генетики НАН України                       | Dmytro Hovorun                                                                                     | 49      |
| 47.     | Інститут монокристалів                                                      | Oleg Shishkin                                                                                      | 49      |
| 48.     | Інститут соціології НАН України                                             | Головаха Євгеній Іванович; Головаха Е.И.; Golovakha E.                                             | 49      |
| 49.     | Київський національний університет імені Тараса Шевченка                    | Грішнова Олена Антонівна, Grishnova Olena (ORCID ID 0000-0002-4178-1662)                           | 49      |
| 50.     | Інститут фізики НАН України                                                 | Marat Soskin                                                                                       | 48      |

## Переваги
- Можливість використання для оцінки національного контексту науки, виокремлення дієвих політик для реалізації наукових програм.
- Використання чітких та об'єктивних показників.
- Є інструментом звернення уваги громадськості на сферу досліджень.
- Спонукання до підвищення продуктивності вчених та організацій.
- Використання відомостей впливових та рейтингових наукометричних баз даних (Scopus, Web of Science, Google Scholar).
- Надання інструментів публікаційної аналітики[44].

## Критика
Показники Ukrainian National H-index Ranking можуть знаходити критику через застосування метрики індексу Гірша та деякі його неточності.
Зокрема, рейтингові списки Ukrainian National H-index Ranking критикують через:
- Проблему афіліації в базах даних та можливість дублювання/часткової неточності в профілях авторів та організацій.
- Не враховує динамічність наукометричного світу, питання реорганізації/припинення діяльності організацій.
- Не вводить розмежування за тенденціями до самоцитування.
- Надмірна стандартизованість через прирівнювання показників різних баз даних та платформ[45].